# Glyn Johns
Glyn Johns (* 15. Februar 1942 in Epsom, England) ist ein britischer Toningenieur und Musikproduzent, der seit den 1960er Jahren an der Produktion zahlreicher bedeutender Tonaufnahmen beteiligt war und die Entwicklung der britischen Beatbands und deren Beatmusik maßgeblich mitbestimmt hat.

## Werdegang
Glyn Johns absolvierte nach seinem Schulabschluss ab 1959 eine Lehre in den renommierten Londoner IBC-Studios als Tonbandtechniker und Toningenieur. Dort entwickelte er sich faktisch zum Toningenieur für alle mit Rock- und Beatmusik zusammenhängenden Produktionen. Er verbrachte hier vier Jahre als angestellter Toningenieur, insbesondere mit dem Produzenten Shel Talmy.

## Beatmusik
Glyn Johns war maßgeblich an der Soundentwicklung britischer Beatbands und damit am Erfolg der Beatmusik beteiligt. Er gilt als einer der Entdecker der Rolling Stones, denn er produzierte am 11. März 1963 die ersten fünf Demoaufnahmen der noch unbekannten Rolling Stones in den Londoner IBC-Studios und führte diese dem großen Label Decca Records vor, das mit ihnen am 9. Mai 1963 einen Plattenvertrag schloss. Erste Studioaufnahmen entstanden dort am 9. Juli 1963 mit Johns als Toningenieur. Danach assistierte er dem Musikproduzenten Shel Talmy bei den The-Kinks-Hits You Really Got Me (Juli 1964; IBC-Studios) oder All Day and All of the Night (23. September 1964; Pye Recording Studios). Für The Who nahm er in deren Frühphase I Can’t Explain (November 1964; Pye-Studios), Anyway, Anyhow, Anywhere (13. und 14. April 1964; IBC-Studios), My Generation (13. Oktober 1965; IBC) auf, zwischen April und November 1965 wirkte er bei der Who-LP My Generation als Toningenieur mit. Nach einer Zwischenphase wurde die Zusammenarbeit mit The Who bei Hits wie Won’t Get Fooled Again (April bis Mai 1971 im Mobile Studio der Rolling Stones) und dem Album Who’s Next (Mai bis Juni 1971) fortgesetzt.
Am 5. März 1965 betreute Johns die zwei frühen Studioaufnahmen I Pity the Fool und Take My Tip von David Bowie (damals noch als Davie Jones/The Manish Boys), an denen auch Jimmy Page mitwirkte. In einer weiteren Zusammenarbeit mit Bowie (als Davy Jones & The Lower Third) entstanden am 20. August 1965 You’ve Got a Habit of Leaving und Baby Loves that Way.
Johns nahm auf einem Dreispurgerät die Live-Auftritte der Rolling Stones zwischen dem 5. und 16. März 1965 auf, aus denen die EP Got Live if You Want it entstand. Er produzierte noch bis Oktober 1966 in den IBC-Studios. Ab 8. November 1966 war er für das Album Between the Buttons in den Olympic Studios als Toningenieur zuständig und überwachte fünf darauffolgende Alben der Gruppe. Die Gruppe ließ ihm oft freie Hand bei der Klanggestaltung, weil sie mit seinen Ergebnissen zufrieden waren. „Kein Zweifel, Glyn Johns war einer der größten Toningenieure aller Zeiten“, resümierte Shel Talmy. Ähnliches sagte auch Ritchie Yorke in seiner Led-Zeppelin-Biografie: „…er ist vertrauenswürdig und kompetent.“

## Unabhängiger Toningenieur
Im Oktober 1965 wurde Glyn Johns nach Joe Meek einer der ersten unabhängigen Toningenieure in Großbritannien. Er war nicht mehr bei den IBC-Studios angestellt, sondern durfte nun in allen Tonstudios arbeiten. So kam es, dass er seine Arbeiten bei IBC, Pye Recording Studios, Decca Studios, Abbey Road Studios oder Olympic Studios ausführte. Doch verhielten sich die Tonstudios zunächst reserviert, weil er mit seinem Status gegen konservative Vorstellungen angestellter Toningenieure verstieß. Bei den Olympic Studios war er ab Oktober 1966 jedoch überwiegend tätig. Bald war er der von einigen Beatbands bevorzugt ausgesuchte Toningenieur. Er entwickelte sich zu einem der herausragenden Toningenieure neben Geoff Emerick von den Abbey Road Studios.

## The Beatles
Bekannt wurde seine Leistung um das The-Beatles-Album Let It Be. Anfang März 1969 übertrugen John Lennon und Paul McCartney Glyn Johns die undankbare Aufgabe, sich um die Fertigstellung des Albums zu kümmern. Johns stand vor dem Problem, aus den in  zahlreichen Stunden aufgenommenen und unvollendeten Aufnahmen – viele davon chaotisch und wenig inspiriert – genügend Material zu finden, das für eine Veröffentlichung geeignet war. Johns erarbeitete mehrere Versionen, wobei er die Aufnahmen möglichst natürlich und „unbehandelt“ klingen lassen wollte. Zudem fügte er viele Studiogespräche, die während der Aufnahmesitzungen mitgeschnitten worden waren, zwischen die einzelnen Tracks, um die Atmosphäre bei den Studiosessions zu vermitteln. Ende Mai 1969 hatte Johns seine erste Version erstellt. Im Dezember 1969 wurde Johns beauftragt, eine neue Version des Albums als Soundtrack zu erstellen, der zum Songmaterial des gleichnamigen Films passen sollte. Am 5. Januar 1970 hatte Johns eine neue Fassung des Albums erstellt. Auch diese Version konnte die Beatles nicht überzeugen und blieb unveröffentlicht. Erst die spätere Überarbeitung durch Phil Spector führte zur Veröffentlichung am 8. Mai 1970. Interessant ist, dass Johns’ Versionen im Nachhinein gewürdigt wurden, denn bei der Überarbeitung und Neuveröffentlichung des Let It Be-Albums unter dem Titel Let It Be… Naked orientierte man sich an dessen ursprünglichem Konzept. Glyn Johns’ Meinung zu Spectors Version war eindeutig, so äußerte er sich einmal wie folgt:

“I cannot bring myself to listen to the Phil Spector version of the album – I heard a few bars of it once, and was totally disgusted, and think it’s an absolute load of garbage.”

„Ich bringe es nicht über mich, mir die Phil-Spector-Fassung des Albums anzuhören – ich habe mal ein paar Takte gehört und war total angewidert, für mich ist das ein großer Haufen Müll.“

Johns leitete auch die Tonaufnahmetechnik beim berühmten Auftritt der Beatles auf dem Dach der Apple-Studios (3 Savile Row) am 30. Januar 1969.
Am 15. Oktober 2021 wurde das Album Let It Be erneut wiederveröffentlicht. Die Super Deluxe Box enthält unter anderen das Album Get Back, das die Glyn Johns Abmischungen beinhaltet.

## Musikproduzent
Die künstlerischen Übergänge vom bloßen Toningenieur zum Musikproduzenten waren bei Johns – wie auch sonst in Tonstudios – oft fließend. Beim Album Sailor (Januar 1968) lobte Boz Scaggs: „Bei der Produktion stellte sich heraus, dass Johns viel mehr als ein Toningenieur war. Er war Musikproduzent wie wir und hat das Gesamtwerk zusammengeführt – auch wenn er nicht auf dem Albumcover erwähnt wird.“ Das änderte sich bei der Produktion des Steve-Miller-Band-Albums Children of the Future (April bis Juni 1968), als Johns erstmals als Musikproduzent erwähnt wurde. Auch bei Brave New World für die Steve Miller Band im Mai 1969 in den Olympic Studios (nur der Song My Dark Hour, alle übrigen wurden von Johns bei Sound Recorders in Hollywood produziert) wurde er als Mitproduzent erwähnt; Johns spielte hierauf zudem Gitarre und fungierte als Hintergrundsänger. Für seine Arbeit an Led Zeppelins Debütalbum Led Zeppelin (1969)  wurde er nur als Toningenieur genannt, während Jimmy Page die Produktion für sich beanspruchte. Johns war damit nicht einverstanden und sah seinen Einfluss auf das Album als wesentlich an. Er arbeitete nicht wieder mit der Gruppe zusammen.
Die Eagles ließen von ihm ihr Debütalbum Eagles mit der Single-Auskopplung Take It Easy (Februar 1972) produzieren; Glyn Johns schuf hiermit ein neues Format im Country-Rock. Beim Eagles-Album On the Border gab es Schwierigkeiten. Während sich die Band in den Aufnahmesessions an härteren Klängen versuchte, wurde der Musikproduzent Glyn Johns nach den Aufnahmen für die beiden Titel You Never Cry like a Lover und Best of My Love durch Bill Szymczyk ersetzt und die Sessions in die Tonstudios der Record Plant nach Los Angeles verlegt. Der Wechsel wurde damit begründet, dass Johns in der Produktion die Country-Elemente und die Harmonien betone, während Frey und Henley einen härteren Sound beabsichtigten. Als Musikproduzent wird er auch bei der Rolling-Stones-LP Get Yer Ya-Ya’s Out! (Januar bis April 1970) erwähnt. In den Jahren von 1976 bis 1979 war Johns als Produzent für Joan Armatrading tätig. Ende der 1970er Jahre produzierte Johns für Eric Clapton die Alben Slowhand (Mai 1977) und Backless (November 1978). Es folgten insbesondere Midnight Oil (Places Without a Postcard; 1981), New Model Army (The Ghost of Cain; 1986), Crosby, Stills and Nash (After the Storm; 27. Januar bis 1. Juli 1994), Joe Satriani (Joe Satriani; 1995) oder Bill Wyman (Struttin’ Our Stuff; 1997). John Hiatts Album Slow Turning produzierte er in Nashville (20. Mai bis 6. Juni 1988), zwei Jahre später dessen Album Stolen Moments (Juni 1990). Ryan Adams Album Ashes & Fire produzierte er – fast 70 Jahre alt – in der Sunset Sound Factory in Hollywood (August bis September 2011).
In den Jahren 2015 und 2016 arbeitete Johns erneut mit Clapton zusammen an dessen 23. Studioalbum I Still Do.

## Sonstiges
Glyn Johns hat einen Sohn, Ethan Thomas Robert Johns (* 1969), der ebenfalls als Toningenieur und Musikproduzent tätig ist. Am 14. April 2012 wurde Glyn Johns in die Rock and Roll Hall of Fame wegen exzellenter Arbeit im Tonstudio aufgenommen.